# Smithsche Determinante
Die smithsche Determinante oder auch Smith’sche Determinante bzw.  Smith-Determinante, englisch Smith's determinant, ist eine spezielle Determinante, die dem mathematischen Teilgebiet der Zahlentheorie angehört. Sie ist nach dem Mathematiker Henry John Stephen Smith (1826–1883) benannt, der über sie und ihren Zusammenhang mit der eulerschen Phi-Funktion im Jahre 1876 publizierte. Nicht zuletzt war sie Thema einer Anzahl weiterführender Untersuchungen.

## Definition der smithschen Determinante
Für eine gegebene natürliche Zahl {\displaystyle n\geq 1} werden alle größten gemeinsamen Teiler {\displaystyle (i,\,j)} mit {\displaystyle 1\leq i,j\leq n} gebildet und in einer quadratischen Matrix angeordnet, wobei {\displaystyle (i,\,j)} als Element der Zeile {\displaystyle i} und der Spalte {\displaystyle j} auftritt. Die aus dieser Matrix gebildete Determinante ist die smithsche Determinante {\displaystyle S_{n}}. Es gilt also:
{\displaystyle S_{n}=\det {\begin{pmatrix}(1,\,1)&(1,\,2)&(1,\,3)&\cdots &(1,\,n-1)&(1,\,n)\\(2,\,1)&(2,\,2)&(2,\,3)&\cdots &(2,\,n-1)&(1,\,n)\\(3,\,1)&(3,\,2)&(3,\,3)&\cdots &(3,\,n-1)&(3,\,n)\\\vdots &\vdots &\vdots &\ddots &\vdots \\(n-1,\,1)&(n-1,\,2)&(n-1,\,3)&\cdots &(n-1,\,n-1)&(n-1,\,n)\\(n,\,1)&(n,\,2)&(n,\,3)&\cdots &(n,\,n-1)&(n,\,n)\\\end{pmatrix}}}

## Formel
Smith fand die folgende Formel, die die Verbindung zur Phi-Funktion herstellt:
Für eine gegebene natürliche Zahl {\displaystyle n\geq 1} gilt:
{\displaystyle S_{n}=\varphi (1)\cdot \varphi (2)\cdot \cdots \cdot \varphi (n)} .